# La derelitta
La derelitta (The Derelict) è un film muto del 1917 diretto da Carl Harbaugh.
Il film segna l'esordio sullo schermo dell'attrice Wanda Hawley che, in questa occasione, usa lo pseudonimo di Wanda Petit.

## Produzione
Il film fu prodotto dalla Fox Film Corporation.

## Distribuzione
Distribuito dalla Fox Film Corporation, il film uscì nelle sale cinematografiche USA il 16 aprile 1917. In Italia venne distribuito dalla Transatlantic nel 1921.